# 林丰满族乡
林丰满族乡是中华人民共和国辽宁省铁岭市开原市下辖的一个民族乡。

## 行政区划
林丰满族乡下辖以下村级行政区划单位：
林丰村、上松山村、魏家烧锅村、尖山子村、乐堡村、新边村、永兴村、宁远村委、凤翔村和湾子沟村。